# IOS 17
iOS 17은 애플이 아이폰 제품군을 위해 개발한 iOS 모바일 운영 체제의 17번째이자 다가오는 주요 릴리스이다. iOS의 전통에 따라 WWDC 2023에서 공개되었다.

## 개발
iOS 17은 내부 코드명 Dawn이었다. 새로운 혼합 현실 헤드셋에 대한 Apple의 초점으로 인해 Apple은 처음에 iOS 17을 Mac OS X Snow Leopard와 같은 "조정 릴리스"로 의도했지만 개발 주기 후반에 몇 가지 주요 기능이 추가되었다.

## 시스템 기능

### Journal
저널은 사용자가 일상 활동을 기록할 수 있도록 해주는 엔드 투 엔드 암호화 저널 앱이다.

### 전화
- 이제 연락처 포스터를 사용하여 전화 통화 화면을 커스터마이징할 수 있다. iOS 16의 개선된 잠금 화면과 유사하게, 사용자는 이제 상단에 표시된 연락처 이름의 글꼴과 텍스트 색상 및 사용자 지정 이미지 또는 메모지로 연락처 이미지를 변경하여 자신의 전화 통화 화면을 커스터마이징할 수 있다.
- Live Voicemail을 사용하면 전화 통화 중에 음성 메일을 실시간으로 읽을 수 있다. 이제 발신자가 메시지를 남기는 동안에도 전화 통화를 수락할 수 있다.

### 대기 모드
대기 모드는 충전 중에 폰을 디스플레이로 전환할 수 있는 새로운 기능이다. 대기 모드는 폰이 가로 모드에서 충전 중일 때 자동으로 활성화되며, 실시간 활동, 위젯 및 스마트 스택을 포함하여 화면에 정보를 표시하는 기능을 포함한다.

### Siri
이제 사용자는 "Hey Siri" 대신 "Siri"라고 간단히 말하면 음성으로 Siri를 활성화할 수 있다.

### AirDrop
NameDrop은 두 사용자가 폰이나 애플 워치를 함께 가져옴으로써 서로 연락처 정보를 공유할 수 있도록 한다.

## 앱 기능

### 메시지
- 이제 시각적 검색에서 추출된 사람과 개체를 Live Stickers로 저장하여 메시지에 사용할 수 있다.
- 체크인은 수신자가 자신의 위치와 전화 배터리 수준 및 휴대 전화 서비스 상태와 같은 기타 데이터를 추적하여 발신자가 원하는 목적지에 안전하게 도착할 수 있도록 하는 새로운 기능이다.

### FaceTime
- 이제 수신자를 사용할 수 없을 때 발신자가 비디오 또는 오디오 메시지를 남길 수 있는 기능을 지원한다.
- 메시지의 반응 기능과 유사하게 효과 반응이 FaceTime 통화에 추가되었다.

### 애플 뮤직
- 공동 재생 목록을 사용하면 사용자 그룹이 재생 목록에 노래를 추가하거나 제거할 수 있다.
- 노래 간 크로스페이딩 지원이 추가되었다.

### 애플 지도
이제 지도를 다운로드하여 오프라인으로 사용할 수 있다.

## 지원 기기
iOS 17은 아이폰 8, 아이폰 8 플러스, 아이폰 X와 같은 A11 바이오닉 칩이 장착된 기기에 대한 지원을 중단한다.
- 아이폰 XS & 아이폰 XS 맥스
- 아이폰 XR
- 아이폰 11
- 아이폰 11 프로 & 아이폰 11 프로 맥스
- 아이폰 SE (2세대)
- 아이폰 12 & 아이폰 12 미니
- 아이폰 12 프로 & 아이폰 12 프로 맥스
- 아이폰 13 & 아이폰 13 미니
- 아이폰 13 프로&아이폰 13 프로 맥스
- 아이폰 SE (3세대)
- 아이폰 14 & 아이폰 14 플러스
- 아이폰 14 프로 & 아이폰 14 프로 맥스
- 아이폰 15 & 아이폰 15 플러스
- 아이폰 15 프로 & 아이폰 15 프로 맥스

## 출시 역사
|  | 이전 버전 |  | 최신 버전 |  | 베타 버전 |  | 신속 보안 대응 버전 |

| 버전 | 출시일         | 출시 노트 |
| ---- | -------------- | --------- |
| 17.0 | 2023년 6월 6일 |           |

## 같이 보기
- IPadOS 17
- MacOS 소노마
- VisionOS